# Resolución 1532 del Consejo de Seguridad de las Naciones Unidas
La resolución 1532 del Consejo de Seguridad de las Naciones Unidas, adoptada por unanimidad el 12 de marzo de 2004, tras recordar todas las resoluciones anteriores sobre la situación en Liberia y África Occidental, incluida la Resolución 1521 (2003), el Consejo congeló los activos del expresidente Charles Taylor, su familia y otros asociados. 
Charles Taylor, quien fue exiliado del país, fue acusado de utilizar fondos malversados para interferir en los asuntos liberianos. 

## Resolución
El Consejo de Seguridad expresó su preocupación por las acciones y políticas del expresidente liberiano Charles Taylor, en particular el agotamiento y la extracción de los recursos naturales del país, que socavaron la transición del país a la democracia. Subrayó la necesidad de que la comunidad internacional devolviera a Liberia los fondos y activos malversados y expresó su preocupación por el hecho de que Charles Taylor y sus asociados todavía tuvieran control sobre ellos.
Actuando en virtud del Capítulo VII de la Carta de las Naciones Unidas, el Consejo congeló los bienes de Charles Taylor, su esposa y su hijo Charles McArther Emmanuel, así como los de sus asociados y miembros del régimen, salvo excepciones humanitarias.  Los demás individuos sancionados serían determinados por el comité creado en la Resolución 1521. Se solicitó al comité que identificara y actualizara los activos o recursos controlados por Charles Taylor y sus colaboradores cercanos y que publicara dicha información en su sitio web. Las medidas se revisarían antes del 22 de diciembre de 2004.
Por último, la resolución expresó la intención del Consejo de considerar si y cómo poner a disposición los fondos congelados para beneficiar al pueblo liberiano, una vez que el nuevo Gobierno liberiano hubiera establecido mecanismos transparentes de contabilidad y auditoría. Los fondos de Taylor en Liberia fueron congelados a mediados de octubre de 2004. 